# Stortjärnlokarna (Fjällsjö socken, Ångermanland, 707753-153405)
Stortjärnlokarna är en sjö i Strömsunds kommun i Ångermanland och ingår i Ångermanälvens huvudavrinningsområde.